# Leżenica
Leżenica – wieś krajeńska w Polsce położona w województwie wielkopolskim, w powiecie pilskim, w gminie Szydłowo.
Wieś królewska starostwa wałeckiego, pod koniec XVI wieku leżała w powiecie wałeckim województwa poznańskiego.
W latach 1975–1998 miejscowość administracyjnie należała do województwa pilskiego.
Zobacz też: Leżenica-Kolonia